# غوستاف دايموند
غوستاف دايموند (بالإنجليزية: Gustave Diamond)‏ هو قاضي ومحامي أمريكي، ولد في 29 يناير 1928 في Burgettstown, Pennsylvania ‏ في الولايات المتحدة.